# グレゴリー・ハインズ
グレゴリー・ハインズ（Gregory Hines、1946年2月14日 - 2003年8月9日）は、アメリカ合衆国ニューヨーク生まれの俳優・歌手・ダンサー・振付師・声優である。その卓越したタップダンスの技術で業界を代表するダンサーの一人として名を馳せた。

## 来歴
1946年にニューヨークのワシントンハイツに生まれる。3歳から著名な振付師、タップマスターのヘンリー・レタンに師事し、8歳で兄のモーリス・ハインズと『The Hines Kids』として活動を始める。1964年にミュージカル『The Girls in Pink Tights』でブロードウェイデビューを果たす。ツアー公演には父親もドラマーとして参加し、その後は『Hines, Hines & Dad』として活動を続ける。1970年代に入ると一時タップから離れるが、約5年を経て再び1978年には兄とともにミュージカル『Eubie！』に主演し、トニー賞にノミネート。1992年にセビアン・グローバーを起用した『Jelly’s Last Jam』にてトニー賞を受賞。1984年にはフランシス・フォード・コッポラ監督の映画『Cotton Club』 に出演。1989年には映画『タップ』でサミー・デイヴィスJr.、サンドマン・シムズ、ジミー・スライド、バニー・ブリッグスらタップマスターと共演し、主演を務めた。2003年8月9日、癌により57歳で死去。亡くなる直前までタップダンスの普及に貢献しつづけていた。

## 出演作品

### 映画
- メル・ブルックス/珍説世界史PARTI History of the World: Part I (1981)
- ウルフェン Wolfen (1981)
- 世紀の取り引き Deal of the Century (1983)
- マペットめざせブロードウェイ! The Muppets Take Manhattan (1984)
- コットンクラブ The Cotton Club (1984)
- ホワイトナイツ/白夜 White Nights (1985)
- シカゴ・コネクション/夢みて走れ Running Scared (1986)
- サイゴン Off Limits (1988)
- タップ Tap (1989)
- レイジ・イン・ハーレム A Rage in Harlem (1991)
- EVE -イヴ- Eve of Destruction (1991)
- バディ・ハイウェイ/相棒いっちょうやったろうぜ! T Bone N Weasel (1992)
- 勇気あるもの Renaissance Man (1994)
- ため息つかせて Waiting to Exhale (1995)
- マッド・ドッグス Mad Dog Time (1996)
- 天使の贈りもの The Preacher's Wife (1996)
- 彼女を見ればわかること Things You Can Tell Just by Looking at Her (2000)
- Once in the Life (2000)

### テレビドラマ
- フェアリーテール・シアター Faerie Tale Theatre (1985)
- 世にも不思議なアメージング・ストーリー Amazing Stories (1985)
- ふたりは友達? ウィル&グレイス Will & Grace (1999-2000)
- ロー&オーダー Law & Order (2003)

### 声の出演
- Blue's Big Treasure Hunt (1999)
- Santa Baby! (2001)

### テレビ番組
- サタデー・ナイト・ライブ Saturday Night Live (1979)

### CM
- 宝焼酎レジェンド 宝酒造 (80年代終期～90年代初頭)